# میترا حجار
میترا حجّار (زادهٔ ۱۴ بهمن ۱۳۵۵) بازیگر اهل ایران است. حجار در سال ۱۳۷۸ برای بازی در فیلم متولد ماه مهر برنده سیمرغ بلورین بهترین بازیگر نقش اول زن جشنواره فیلم فجر شد.

## زندگی
میترا حجّار بازیگری را از سال ۱۳۷۶ با حضور در نقشی کوتاه در فیلم غریبانه ساخته احمد امینی آغاز کرد. او بلافاصله همکاری با کارگردان‌های بزرگی همچون مسعود کیمیایی، احمدرضا درویش و بهرام بیضایی را تجربه کرد. اولین تجربه حضور تلویزیونی او بازی در مجموعه پلیس جوان به کارگردانی سیروس مقدم است. از دیگر کارهای او بازی در نمایش‌هایی چون هملت و دایی وانیا است که دومی در فرانسه روی صحنه رفت. همچنین در زمینه موسیقی نیز در حال فعالیت است. حجار در سال ۱۳۸۲ ایران را به قصد فرانسه ترک کرد و سپس برای تحصیل در رشته کارگردانی به آمریکا سفر نمود. میترا حجار در حال حاضر در ایران است و به نظر می‌رسد خواهان ادامه فعالیت هنری خود در ایران باشد.

وی در مصاحبه خود با ماهنامه فیلم گفت: 
«چیزی که من در این مدت متوجه‌اش شده‌ام این است که سطح فیلم‌ها نسبت به زمانی که من از این‌جا رفتم خیلی نزول پیدا کرده است.»
وی در سی و سومین دوره جشنواره فیلم فجر برای فیلم خداحافظی طولانی به کارگردانی فرزاد مؤتمن نامزد سیمرغ بلورین بهترین بازیگر نقش مکمل زن شد.
محمدرضا فروتن و میترا حجار تاکنون در هفت فیلم سینمایی نقش زوج و عاشقانه را بازی کرده اندکه یک رکورد در سینمای ایران و جهان است فیلم‌های سینمایی فریاد، متولد ماه مهر، اعتراض، بازنده، دلتنگی‌های عاشقانه، نیلگون، ملاقات با طوطی در فیلم سینمایی دختری با لباس ارغوانی هم نقش مقابل یکدیگر بودند که بخاطر طولانی شدن پیش تولید این فیلم از بازی در آن انصراف دادند.

## کنشگری اجتماعی
بنا به گفته مهدی کوهیان عضو کمیته پیگیری دستگیری هنرمندان میترا حجار در جریان خیزش ۱۴۰۱ ایران، پس از تفتیش منزل بازداشت شده است و از دلیل بازداشت و نهاد بازداشت کننده اطلاعی در دست نیست. چند ماه پیش از این اتفاق، بنا به گفته خبرگزاری ایرنا او به همراه الناز شاکردوست، باران کوثری، سیما تیرانداز و هنگامه قاضیانی جهت پاسخگویی در مورد «انتشار مطالب غیرمستند و تحریک‌آمیز» به دادسرا احضار شده بودند.

## فیلم‌شناسی

### سینمایی
| سال تولید              | نام فیلم               | کارگردان          | نقش                          |
| ---------------------- | ---------------------- | ----------------- | ---------------------------- |
| ۱۴۰۰                   | ستون ۱۴                | امیرحسین همتی     |                              |
| ۱۴۰۰                   | بی مادر                | سید مرتضی فاطمی   |                              |
| ۱۳۹۹                   | غیبت موجه              | عباس رافعی        |                              |
| ۱۳۹۹                   | وقتی پروانه شدم        | آرش زارع          |                              |
| ۱۳۹۸                   | نیلگون                 | حسین سهیلی زاده   |                              |
| ۱۳۹۷                   | تپلی و من              | حسین قناعت        |                              |
| ۱۳۹۷                   | سامورایی در برلین      | مهدی نادری        |                              |
| ۱۳۹۷                   | کلوپ همسران            | مهدی صباغ‌زاده     | مهناز                        |
| ۱۳۹۶                   | جنون                   | کامران قدکچیان    |                              |
| ۱۳۹۶                   | کاتیوشا                | علی عطشانی        | خودش                         |
| ۱۳۹۵                   | ماهورا                 | حمید زرگرنژاد     | نجوا                         |
| ۱۳۹۵                   | دعوتنامه               | مهرداد فرید       | محبوبه                       |
| ۱۳۹۵                   | یادم تو را فراموش      | علی عطشانی        | تیارا                        |
| ۱۳۹۵                   | نرگس مست               | جلال الدین دری    | \| افتخارالسلطنه و پریماه \| |
| ۱۳۹۴                   | این زن حقش را می‌خواهد  | محسن توکلی        | فرزانه                       |
| ۱۳۹۳                   | اعترافات ذهن خطرناک من | هومن سیدی         | کتی                          |
| ۱۳۹۳                   | ۳۶۰ درجه               | سام قریبیان       |                              |
| ۱۳۹۳                   | خداحافظی طولانی        | فرزاد مؤتمن       |                              |
| ۱۳۹۲                   | آتش‌بس ۲                | تهمینه میلانی     | ترانه                        |
| ۱۳۹۲                   | خط ویژه                | مصطفی کیایی       | شهرزاد                       |
| ۱۳۹۲                   | لاله                   | اسدالله نیک‌نژاد   | صنم                          |
| ۱۳۹۱                   | دلتنگی‌های عاشقانه      | رضا اعظمیان       | فرشته                        |
| ۱۳۹۱                   | خاکستر و برف           | روح‌الله سهرابی    |                              |
| ۱۳۹۰                   | نارنجی پوش             | داریوش مهرجویی    | نوایی                        |
| ۱۳۹۰                   | من همسرش هستم          | مصطفی شایسته      | مرجان                        |
| ۱۳۸۹                   | خاک و آتش              | مهدی صباغ‌زاده     | شرنگوک                       |
| ۲۰۱۰                   | شکارچی                 | رفیع پیتز         |                              |
| ۲۰۰۹                   | استلینای آبی           | گابریل اسکات      |                              |
| ۱۳۸۸                   | آناهیتا                | عزیزالله حمیدنژاد | خورشید                       |
| ۱۳۸۴                   | این ترانه عاشقانه نیست | رحمان رضایی       |                              |
| ۱۳۸۴                   | زمستان است             | رفیع پیتز         |                              |
| ۱۳۸۳                   | داستان پاییزی          | اسماعیل فلاح پور  |                              |
| ۱۳۸۳                   | بازنده                 | قاسم جعفری        |                              |
| ۱۳۸۳                   | رازها                  | محمدرضا اعلامی    |                              |
| ۱۳۸۲                   | جنایت                  | محمدعلی سجادی     |                              |
| ۱۳۸۲                   | ملاقات با طوطی         | علیرضا داودنژاد   | شراره                        |
| ۱۳۸۱                   | صورتی                  | فریدون جیرانی     | سحر ماهان                    |
| ۱۳۸۱                   | فراری                  | رضا جعفری         | مریم                         |
| ۱۳۸۰                   | قارچ سمی               | رسول ملاقلی‌پور    | بیتا سفیری                   |
| ۱۳۸۰                   | مزاحم                  | سیروس الوند       | غزال صابری                   |
| ۱۳۸۰                   | رخساره                 | امیر قویدل        |                              |
| ۱۳۷۹                   | شب‌های تهران            | داریوش فرهنگ      | شیرین قوامی                  |
| ۱۳۷۸                   | سگ کشی                 | بهرام بیضایی      | فرشته اقتداری                |
| ۱۳۷۸                   | اعتراض                 | مسعود کیمیایی     | لادن                         |
| ۱۳۷۸                   | متولد ماه مهر          | احمدرضا درویش     | مهتاب                        |
| ۱۳۷۷                   | فریاد                  | مسعود کیمیایی     | فاطمه                        |
| ۱۳۷۶                   | غریبانه                | احمد امینی        | پروین                        |
| افتخارالسلطنه و پریماه |                        |                   |                              |

### فیلم کوتاه
فیلم اتو استاپ ۱۳۸۳
فیلم غزالی کیمیاگر سعادت ۱۳۸۳

### مجموعه تلویزیونی
- بر سر دوراهی - بهرنگ توفیقی (۱۳۹۷)
- دیوار به دیوار ۲ - سامان مقدم (۱۳۹۶)
- از یادها رفته - بهرام بهرامیان (۱۳۹۶)
- رهایی - مسعود تکاور (۱۳۹۳)
- سرزمین مادری - کمال تبریزی (۱۳۹۲)
- گمشده - راما قویدل (۱۳۸۸)
- تله‌فیلم «آسفالت»[۷] - رامبد جوان (۱۳۸۲)
- باغ بلور -[۷] رامبد جوان(۱۳۸۲)
- پلیس جوان - سیروس مقدم (۱۳۸۰)

### نمایش خانگی
| سال  | نام مجموعه   | کارگردان     |
| ---- | ------------ | ------------ |
| ۱۴۰۰ | جزیره        | سیروس مقدم   |
| ۱۳۹۷ | رقص روی شیشه | مهدی گلستانه |

### تئاتر
- آهسته با گل سرخ[۸]-هادی مرزبان (۱۳۹۷)

## جوایز

### جشنواره فیلم فجر
| سال  | جشنواره                                 | بخش                       | اثر             | نتیجه    | جایزه        | منبع |
| ---- | --------------------------------------- | ------------------------- | --------------- | -------- | ------------ | ---- |
| ۱۳۷۸ | هجدهمین جشنواره بین‌المللی فیلم فجر      | بهترین بازیگر نقش اول زن  | متولد ماه مهر   | برنده    | سیمرغ بلورین |      |
| ۱۳۷۹ | نوزدهمین جشنواره بین‌المللی فیلم فجر     | بهترین بازیگر نقش مکمل زن | سگ‌کشی           | نامزدشده | سیمرغ بلورین |      |
| ۱۳۸۱ | بیست و یکمین جشنواره بین‌المللی فیلم فجر | بهترین بازیگر نقش اول زن  | صورتی           | نامزدشده | سیمرغ بلورین |      |
| ۱۳۹۰ | سی‌امین جشنواره بین‌المللی فیلم فجر       | بهترین بازیگر نقش مکمل زن | نارنجی پوش      | نامزدشده | سیمرغ بلورین |      |
| ۱۳۹۳ | سی و سومین جشنواره بین‌المللی فیلم فجر   | بهترین بازیگر نقش دوم زن  | خداحافظی طولانی | نامزدشده | سیمرغ بلورین |      |

- کاندید تندیس زرین بهترین بازیگر نقش اول زن برای فیلم متولد ماه مهر از چهارمین دوره جشن خانه سینما (۱۳۷۹)
- برنده بهترین بازیگر زن جشنواره فیلیپین برای فیلم دلتنگی‌های عاشقانه (۱۳۹۲)
- برنده بهترین بازیگر زن جشنواره ایرانی سانفرانسیسکو برای فیلم یادم تو را فراموش (۱۳۹۶)